# Scottish Premier Division 1976/77
Die Scottish Football League Premier Division wurde 1976/77 zum zweiten Mal ausgetragen. Es war zudem die 80. Austragung einer höchsten Fußball-Spielklasse innerhalb der Scottish Football League, in der der Schottische Meister ermittelt wurde. In der Saison 1976/77 traten 10 Vereine in insgesamt 36 Spieltagen gegeneinander an. Jedes Team spielte jeweils zweimal zu Hause und auswärts gegen jedes andere Team. Es galt die 2-Punkte-Regel. Bei Punktgleichheit zählte die Tordifferenz.
Die Meisterschaft gewann zum insgesamt 30. Mal in der Vereinsgeschichte Celtic Glasgow. Die Bhoys  qualifizierten sich damit als Meister für die folgende Europapokal der Landesmeister Saison-1977/78. Der Dritt- und Viertplatzierte FC Aberdeen und Dundee United qualifizierten sich für den UEFA-Pokal. Als unterlegener Pokalfinalist im Old Firm gegen Celtic qualifizierten sich die Rangers für den Europapokal der Pokalsieger. Der Hauptstadtverein Heart of Midlothian sowie der FC Kilmarnock stiegen in die First Division ab. Torschützenkönig wurde mit 21 Treffern Willie Pettigrew vom FC Motherwell.

## Vereine
| Verein              | Stadt      | Stadion           |
| ------------------- | ---------- | ----------------- |
| Ayr United          | Ayr        | Somerset Park     |
| Celtic Glasgow      | Glasgow    | Celtic Park       |
| FC Aberdeen         | Aberdeen   | Pittodrie Stadium |
| FC Kilmarnock       | Kilmarnock | Rugby Park        |
| FC Motherwell       | Motherwell | Fir Park          |
| Dundee United       | Dundee     | Tannadice Park    |
| Glasgow Rangers     | Glasgow    | Ibrox Park        |
| Heart of Midlothian | Edinburgh  | Tynecastle Park   |
| Hibernian Edinburgh | Edinburgh  | Easter Road       |
| Partick Thistle     | Glasgow    | Firhill Stadium   |

## Statistik

### Abschlusstabelle
| Pl. | Verein                      | Sp. | S  | U  | N  | Tore    | Diff. | Punkte |
| --- | --------------------------- | --- | -- | -- | -- | ------- | ----- | ------ |
| 1.  | Celtic Glasgow              | 36  | 23 | 9  | 4  | 079:390 | +40   | 55:17  |
| 2.  | Glasgow Rangers (M) (P) (L) | 36  | 18 | 10 | 8  | 062:370 | +25   | 46:26  |
| 3.  | FC Aberdeen                 | 36  | 16 | 11 | 9  | 056:420 | +14   | 43:29  |
| 4.  | Dundee United               | 36  | 16 | 9  | 11 | 054:450 | +9    | 41:31  |
| 5.  | Partick Thistle (N)         | 36  | 11 | 13 | 12 | 040:440 | −4    | 35:37  |
| 6.  | Hibernian Edinburgh         | 36  | 8  | 18 | 10 | 034:350 | −1    | 34:38  |
| 7.  | FC Motherwell               | 36  | 10 | 12 | 14 | 057:600 | −3    | 32:40  |
| 8.  | Ayr United                  | 36  | 11 | 8  | 17 | 044:680 | −24   | 30:42  |
| 9.  | Heart of Midlothian         | 36  | 7  | 13 | 16 | 049:660 | −17   | 27:45  |
| 10. | FC Kilmarnock (N)           | 36  | 4  | 9  | 23 | 032:710 | −39   | 17:55  |

Platzierungskriterien: 1. Punkte – 2. Tordifferenz – 3. geschossene Tore

| Saison 1976/77 |

| Zum Saisonende 1975/76 |                                   |
| (M)                    | Meister des Vorjahres             |
| (P)                    | Pokalsieger des Vorjahres         |
| (L)                    | Ligapokalsieger des Vorjahres     |
| (N)                    | Aufsteiger aus der First Division |

## Die Meistermannschaft von Celtic Glasgow
(Berücksichtigt wurden alle Spieler die im Kader für die Saison 1976/77 standen.)
| 1. | Celtic Glasgow |
|    | - Tor: Roy Baines, Denis Connaghan, Peter Latchford - Abwehr: Jóhannes Eðvaldsson, Jack Keay, Andy Lynch, Roddie MacDonald, Pat McCluskey, Danny McGrain, Pat Stanton - Mittelfeld: Roy Aitken, Tommy Burns, Jim Casey, Johnny Doyle, Ronnie Glavin, Brian McLaughlin, Paul Wilson - Angriff: Kenny Dalglish, Bobby Lennox, George McCluskey - Trainer: Jock Stein |